# Abigail Spencer
Abigail Leigh Spencer, född 4 augusti 1981 i Gulf Breeze i Florida, är en amerikansk skådespelare. Hon är mest känd för sina roller i filmerna Cowboys & Aliens, The Haunting in Connecticut 2: Ghosts of Georgia, Oz the Great and Powerful och This Is Where I Leave You samt för rollerna i teveserierna  Timeless, Rectify, Angela's Eyes, Mad Men, Hawthorne och Suits.